# Romregatta
Romregatta (tysk Rumregatta) er en kapsejlads for gaffelriggede sejlskibe i Flensborg. Regattaen arrangeres hvert år i weekenden efter Kristi Himmelfart på Flensborg Fjord. Den regnes med mere end 100 skibe for Nordens største kapsejlads med traditionelle gaffelriggere. Fidusen ved regattaen er, at det er ikke førstepladsen, men andenpladsen, der kåres som vinderen af løbet. Andenpladsen belønnes med et 3 liter flaske original flensborgsk rom fra romhuset Johannsen, mens førstepladsen medfører hån og et grimt trofæ. Det handler altså ikke om at vinde, men om at være med.
Som optakt sejler allerede på himmelfartsdag en del af skibene fra museumshavnen i Kappel til Sønderborg (den såkaldte Sildregatta). Dagen efter samles skibene i Sønderborg for at sejle ind til Flensborg i samlet trop (den såkaldte Flensborg Fjord-regatta). Samme dag samles de mindre skibe (sejljoller) til Lillefisker-regatten. Selve romregattaen finder sted på lørdag. Kapsejladsens startlinje er ved Sosti (ty. Wassersleben), hvorfra skibene sejler ud til tønde 12 ud for Holnæs og Rinkenæs og tilbage igen.
Regattaens navn minder om Flensborgs historie som handelsby i 1700- og 1800-tallet, hvor byens skibe sejlede til de danske kolonier i Vestindien, hvor de hentede rørsukker, tobak og rom. Regattaen handler altså både om at sejle, men også om at minde om byens tradition for at fremstille rom.
I byen selv er der weekenden efter Kristi Himmelfart marked med fest og gøgl (Gaffelmarked). Bådebyggere, skibstømrere, bødker, sejlmagere og andre demonstrerer her deres håndværk. Der er også Open Ship på udvalgte skibe. Romregattaen har været afholdt hvert år siden 1980. I 2020 og 2021 måtte regattaen dog aflyses på grund af corona. Kapsejladsen arrangeres af Museumshavns forening i Flensborg. I 2022 var der omkring 10.000 besøgende